# Doppler on Wheels

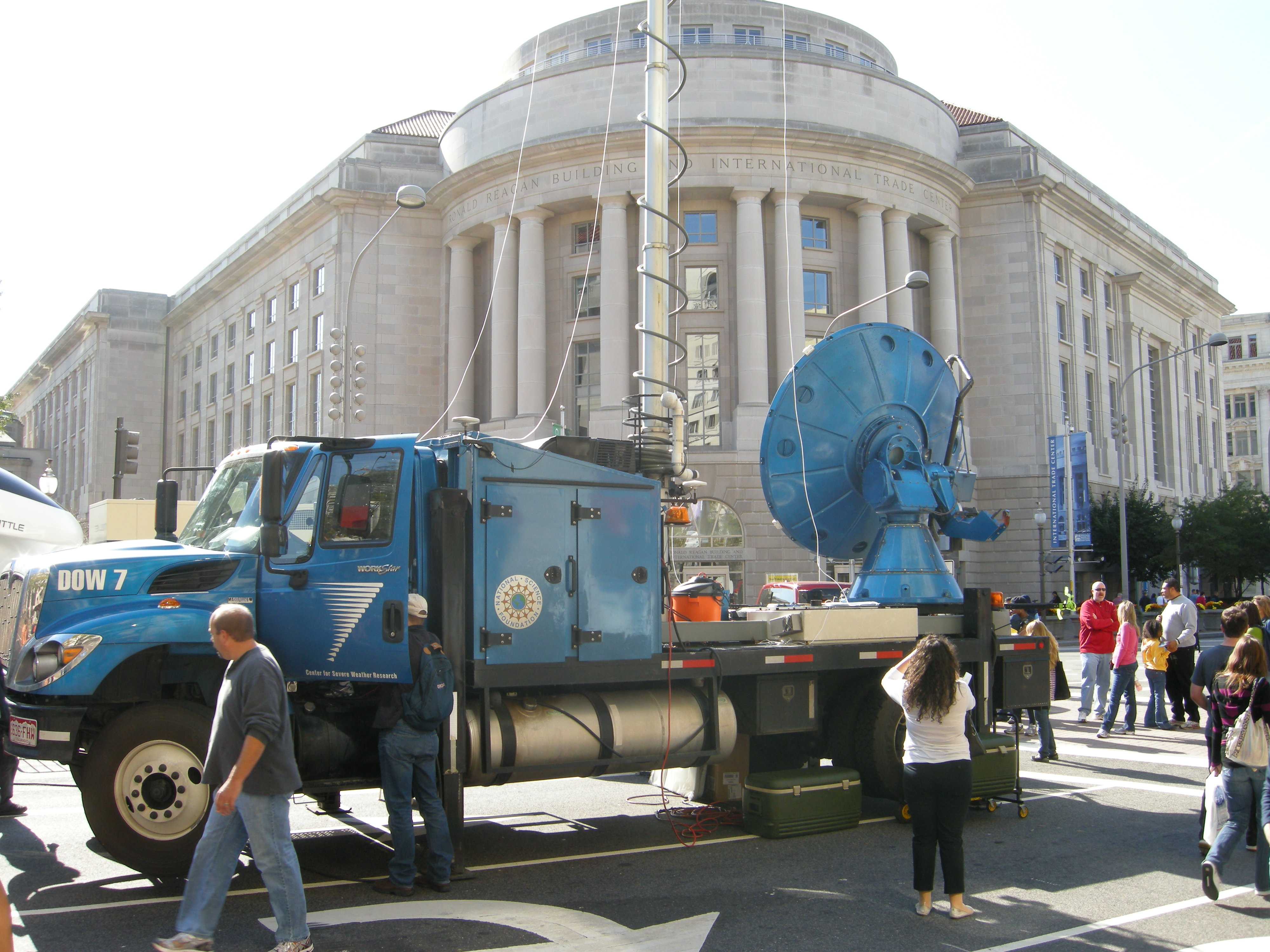
DOW 7 em exposição no Festival de Ciência e Engenharia dos EUA em 2010.

Dados coletados por uma unidade Doppler on Wheels mostrando um tornado perto de La Grange, Wyoming

Doppler on Wheels (ou DOW) é uma frota de radares móveis e de rápida implantação em caminhões de banda X e banda C que são a instrumentação central do Flexible Array of Radars and Mesonets afiliado à Universidade do Alabama em Huntsville e liderado por Joshua Wurman, com o financiamento parcialmente fornecido pela Fundação Nacional da Ciência (NSF), como parte do programa "Instrumentos e Instalações Comunitárias" (CIF). A frota DOW e seus Mesonets Móveis associados e estações meteorológicas implantáveis (PODs & Polenet) têm sido usados nos Estados Unidos desde 1995, bem como ocasionalmente na Europa e América do Sul. A rede Doppler on Wheels se implantou em condições climáticas perigosas e desafiadoras para coletar dados e informações que podem ser perdidos por sistemas de radar estacionários convencionais.

## História
A primeira plataforma DOW foi criada e implantada em 1995, mudando substancialmente o paradigma de projeto de estudos meteorológicos direcionados. Dados inovadores e extremamente finos em escala foram coletados em tornados e furacões, bem como outros fenômenos. Os DOWs, em virtude de fornecer observações direcionadas especialmente em escala fina, foram centrais para várias descobertas científicas e observações pioneiras, por exemplo, a primeira documentação concreta de impactos específicos da semeadura de nuvens de modificação climática, o primeiro mapeamento de múltiplos vórtices em tornados, a quantificação da estrutura do vento de baixo nível de tornado, etc. O programa DOW expandiu-se e evoluiu rapidamente para incluir a primeira rede de radar meteorológico Doppler duplo móvel, o primeiro radar de varredura rápida móvel (o Rapid-Scan DOW, RSDOW), e o primeiro radar de banda C de 1 grau de rápida implantação, o C-band on Wheels (COW). Os DOWs, Mobile Mesonets, PODs & POLEs, assim como muitos outros dispositivos foram cruciaispara instrumentação em vários projetos de campo, incluindo VORTEX, VORTEX2, COPS, MAP, ASCII, IHOP, SCMS, CASES, ROTATE, PAMREX, SNOWD-UNDER, FLATLAND, HERO, UIDOW, UNDEO[carece de fontes?], LEE, PERILS, WINTRE-MIX, RELAMPAGO, GRAINEX, e outros.
No final de 2018, a DOW Facility estreou um novo radar de banca C de rápida implantação (ou COW) com uma antena maior e comprimento de onda de 5 cm (em comparação com o comprimento de onda de 3 cm dos DOWs). Devido ao tamanho maior da antena, o caminhão possui um guindaste embutido, permitindo que o radar seja montade no local. O COW foi implantado pela primeira vez como parte da campanha de campo RELAMPAGO na Argentina no final de 2018.
A frota do DOW coletou dados em 250 tornados e dentro dos núcleos de dezoito furacões. Os DOWs foram enviados para a Europa duas vezes, para os programas de campo MAP e COPS, para o Alasca duas vezes para os projetos JAWS-Juneau, e para a América do Sul para o RELAMPAGO. Os DOWs operaram a até 12 700 pés (3 900 m) em Bristol Head e a 10 000 pés (3 000 m) para o projeto ASCII em Battle Pass.
A frota do DOW, PODS e Mesonets Móveis foram apresentados na televisão, incluindo a série Storm Chasers do Discovery Channel (junto com os veículos Tornado Intercept Vehicle e Dominator SRV), os especiais Tornado Intercept e The True Face of Hurricanes do National Geographic Channel, e o episódio "A Caça ao Super Tornado" no Nova, da PBS, entre outros.[carece de fontes?]

## Capacidades
Em maio de 2024, os atuais veículos operacionais Doppler on Wheels incluem o CROW (que consiste no DOW8/RSDOW/Mini-COW), e o COW (C-band On Wheels, ocasionalmente chamado de COW1).
O COW consiste em um sistema de radar de dupla frequência e polarização dupla em banda C, utilizando dois transmissores de 1 MW configurados para uma configuração de comprimento de onda de 5 cm. O CROW consiste em três configurações separadas, o DOW8, que utiliza um transmissor de banda X de 250 kW de polarização única, o RSDOW, que consiste em uma antena passiva de matriz em fase de varredura rápida de 7 segundos, utilizando um sistema transmissor de banda X TWT de 40 kW, e o Mini-COW, utilizando um transmissor singular de banda C de 1 MW capaz de atualizações de polarização dupla de 50 segundos.
Em maio de 2024, o DOW6 e o DOW7 estavam passando por revisões com novos equipamentos, incluindo os próprios veículos, os transmissores e os sistemas de computação, bem como a integração com o novo software GURU. As iterações anteriores do DOW6 e DOW7 utilizaram transmissores de banda X de dupla polarização e dupla frequência de 250 KW e eram os sistemas móveis de banda X mais poderosos da época.
Os DOWs são frequentemente implantados com a rede de instrumentação de superfície fortemente integrada da FARM. Várias caminhonetes instrumentadas com mesonets móveis hospedam instrumentação meteorológica in situ em mastros de 3,5 metros para complementar os radares de sensoriamento remoto. Esses mesonets móveis também carregam aproximadamente vinte "PODS" instrumentados, que são Estações meteorológicas robustas e de rápida implantação, projetadas para sobreviver dentro de tornados, ciclones tropicais e outros ambientes adversos, e um Polenet compreendendo instrumentação implantada em postes, grades, cercas, etc. durante a chegada de furacões. Uma matriz de até sete sistemas de sondagem de ar superior e enxame também pode ser implantada com os DOWs. A frota do DOW às vezes é acompanhada por um Centro Móvel de Operações e Reparos (MORC), uma grande van contendo estações de trabalho para coordenação em campo, gerenciamento de dados e reparo de equipamentos.

## Resultados
Os dados do DOW levaram à descoberta de rolos de camada limite de furacões abaixo do quilômetro, que provavelmente modulam os danos causados pelo vento e podem desempenhar um papel fundamental na intensificação de furacões. Os dados do DOW revelaram alguns dos ventos de tornado mais intensos registrados (o tornado de Bridge Creek–Moore, em 3 de maio de 1999, o tornado de El Reno, em 31 de maio de 2013, e o tornado de Greenfield, Iowa, em 21 de maio de 2024), e a maior circulação de tornado já documentada (o tornado de Cimarron City–Mulhall–Perry, que também ocorreu em 3 de maio de 1999), e fizeram os primeiros mapas 3D de ventos de tornado e ventos de vórtice sub-tornádicos, e documentaram vórtices intensos dentro de faixas de neve de efeito lacustre. Cerca de 70 publicações científicas revisadas por pares usaram dados do DOW.[carece de fontes?]
Dados do DOW levaram à descoberta do núcleo de refletividade descendente, um fenômeno em microescala que pode auxiliar na tornadogênese.

## Instrumentação futura
Atualmente, há dois grandes projetos planejados para expandir as capacidades da FARM. O primeiro é a criação de uma Rede de Banda S sobre Rodas (SOWNET) com quatro radares de banda S de rápida implantação com comprimentos de onda de 10 cm capazes de ver através de precipitação intensa. Esses radares menores montados em caminhões substituiriam um único radar de banda S grande, permitindo análises de Doppler duplo e tempos de implantação mais rápidos. O segundo projeto planejado é a Rede de Radar Adaptável Biestático (BARN) que será integrada com DOWs existentes e o COW para fornecer observações de vetor de vento de alta resolução sem a necessidade de vários transmissores caros. Esses receptores bistáticos consistirão em pequenas antenas que podem ser implantadas como Pods ou montadas em um Mesonet Móvel ou veículo semelhante.